# Figurines d’Acambaro
 (janvier 2021).
Les figurines d’Acambaro ont été découvertes en juillet 1944 au Mexique par l'allemand Waldemar Julsrud, à Acámbaro (Mexique) avec l'aide de certains paysans habitant les environs. Elles représentent, entre autres, des chameaux et des animaux inconnus ressemblant à des dinosaures, de formes variées, mixant le connu et l'imagination (voir cryptozoologie). Certaines sont visibles au musée de la ville d'Acámbaro. 
Il n'existe aucune preuve démontrant que les figurines d'Acámbaro soient en réalité des artefacts anciens et certains questionnent les motivations de ceux qui font la promotion de leur validité. Les datations réalisées par thermoluminescence dans les années 1970 ont permis d'établir qu'il s'agissait en fait d'un canular.  
Le mouvement créationniste Jeune-Terre cite parfois en exemple ces figurines comme étant la preuve d'un anachronisme, démontrant la coexistence des dinosaures et des humains, afin de remettre en cause les méthodes scientifiques de datation et de promouvoir ainsi la lecture créationniste du commencement du monde. 

## Histoire
Charles Hapgood, professeur d'histoire et d'anthropologie à l'université du New Hampshire, est le premier scientifique à s'y être intéressé et les a fait analyser par le laboratoire d'Isotopes Inc. du New Jersey en 1968 et l'université de Pennsylvanie en 1972. Le matériau remonterait à plus ou moins 3 000 ans av. J.-C. Dans le cas de poteries, la datation au radiocarbone indique seulement l’ancienneté des matériaux organiques (ossements ou végétaux) que la terre peut contenir et non la date de fabrication des objets.  
Les figurines ont été découvertes sur un site tarasque, culture apparue à partir du Xe siècle de notre ère. Il se peut que certaines personnes aient été tentées par la fraude à cause de la rémunération offerte par Julsrud aux découvreurs. 
Les tentatives de datation par thermoluminescence de Gary W. Carriveau et Mark C. Han en 1976 ont montré que les figurines ont été cuites dans les années 1930 ou 1940.

## Galerie d'images

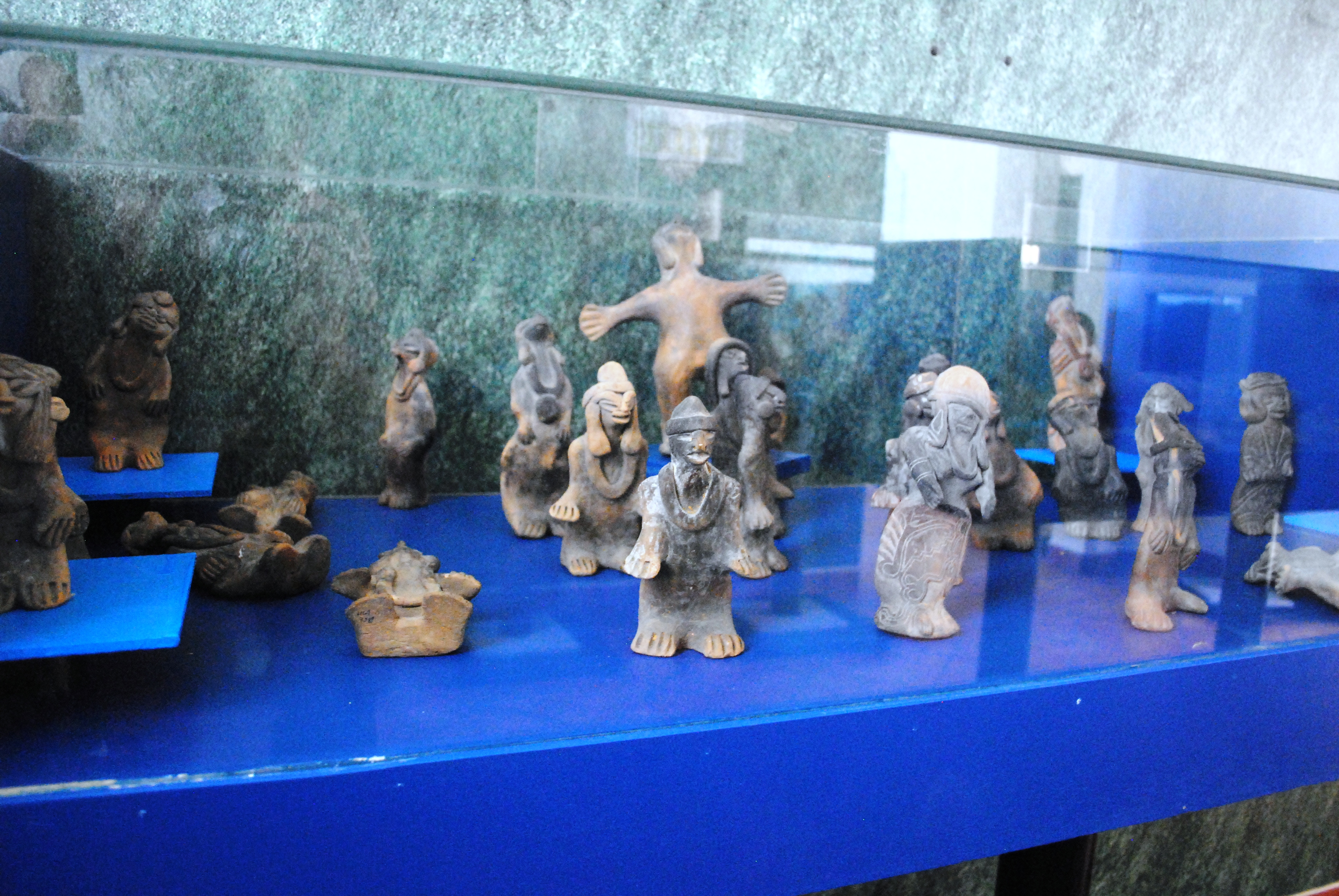
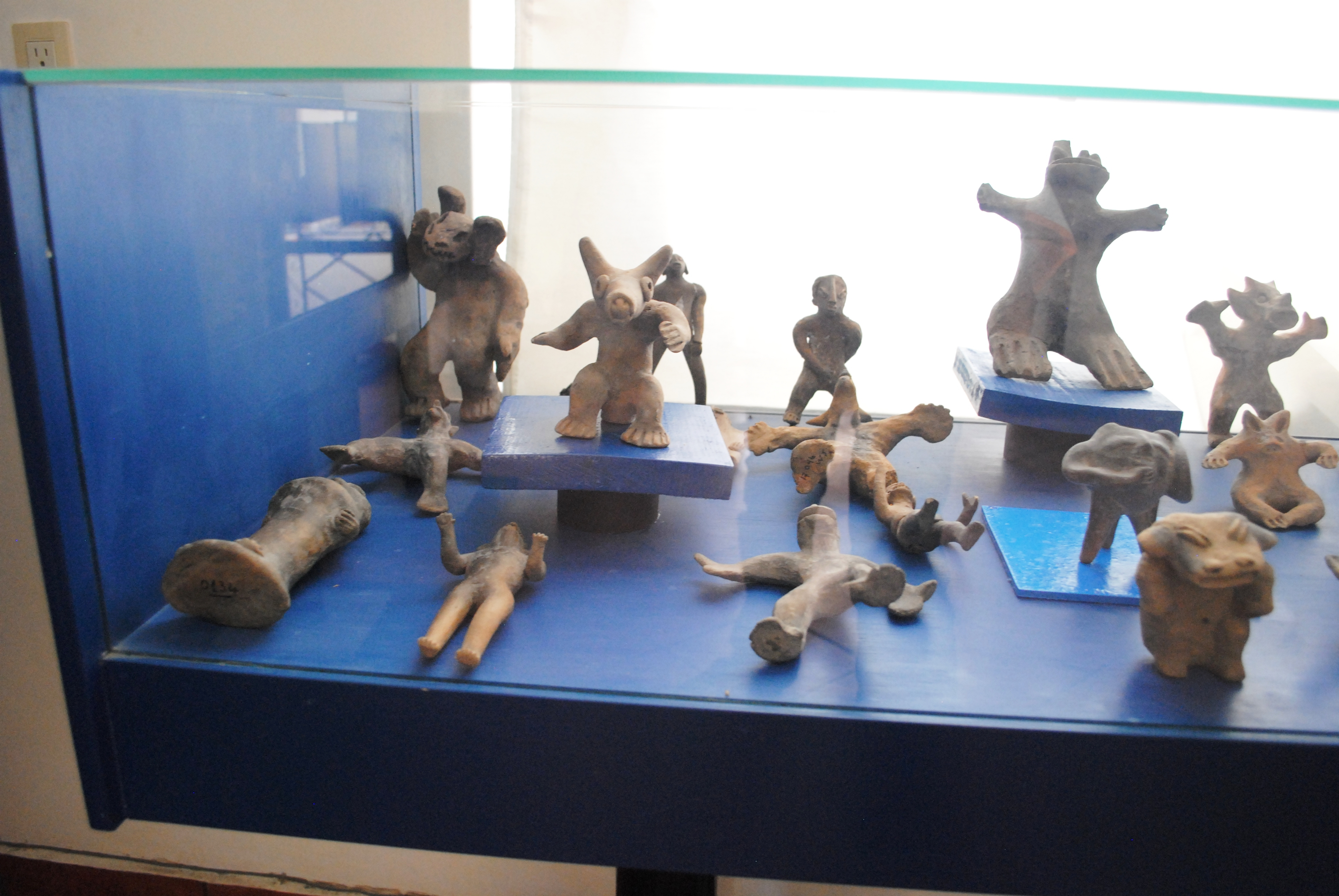
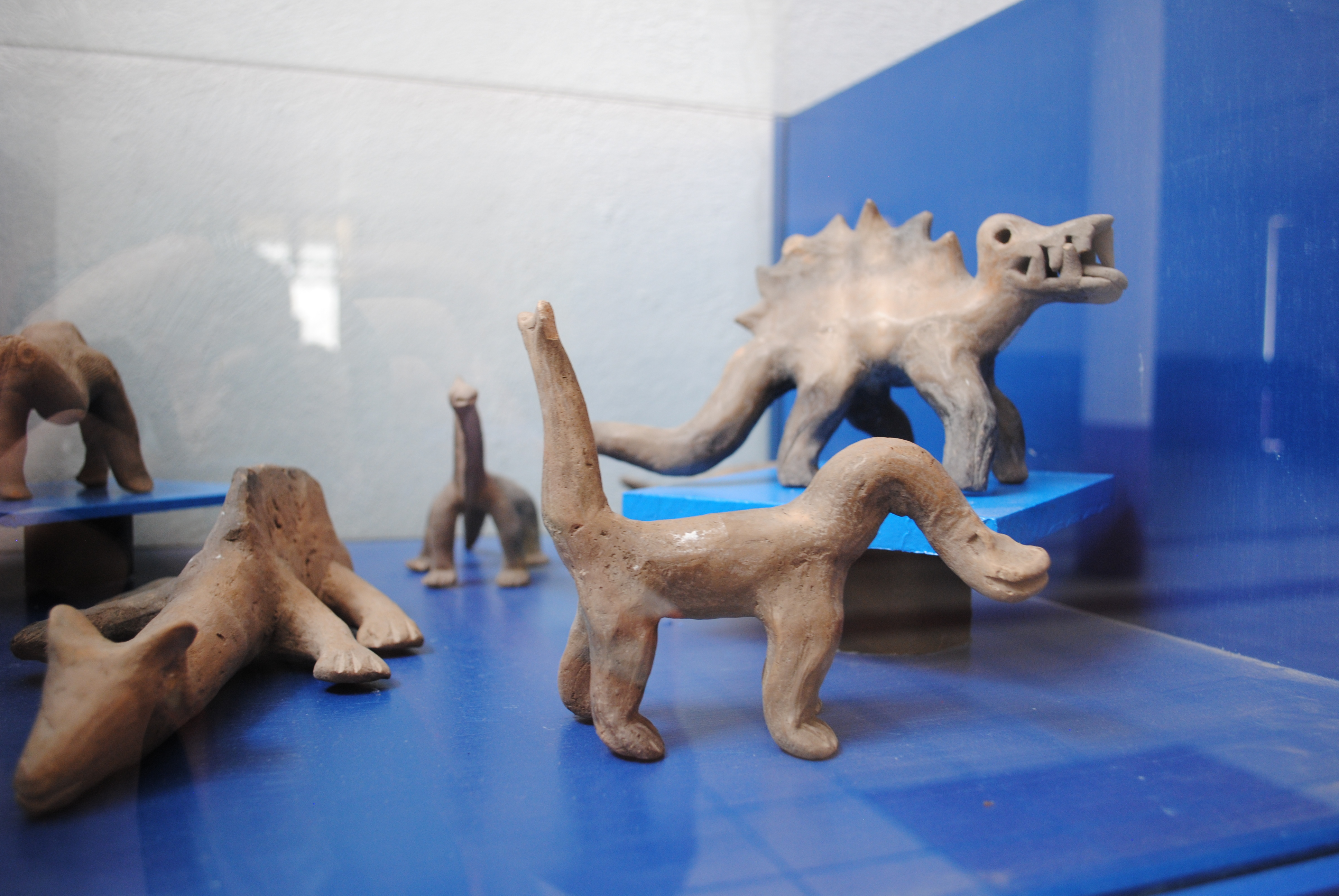